# Charrey-sur-Seine
Charrey-sur-Seine is een gemeente in het Franse departement Côte-d'Or (regio Bourgogne-Franche-Comté) en telt 132 inwoners (2005). De plaats maakt deel uit van het arrondissement Montbard.

## Geografie
De oppervlakte van Charrey-sur-Seine bedraagt 12,8 km², de bevolkingsdichtheid is 10,3 inwoners per km².
De onderstaande kaart toont de ligging van Charrey-sur-Seine met de belangrijkste infrastructuur en aangrenzende gemeenten.

## Demografie
Onderstaande figuur toont het verloop van het inwonertal (bron: INSEE-tellingen).

1. ↑  Populations de référence 2022.